# Ближнегородское
Ближнегоро́дское (до 1945 года Джанко́й Неме́цкий, также Немецкий Джанкой, Дейч-Джанкой, Узум-Сакал, Карлсруэ нем. Karlsruhe; укр. Ближньогородське , крымскотат. Nemse Canköy, Немсе Джанкой) — село на территории полуострова Крыма (согласно административно-территориальному делению Украины — Рощинского сельского совета Джанкойского района Автономной Республики Крым, согласно административно-территориальному делению России — Рощинского сельского поселения Джанкойского района Республики Крым).

## Население
| 2001 | 2014 |
| ---- | ---- |
| 744  | ↘584 |

Всеукраинская перепись 2001 года показала следующее распределение по носителям языка
| Язык             | Процент |
| ---------------- | ------- |
| русский          | 71.51   |
| крымскотатарский | 14.78   |
| украинский       | 12.37   |
| другие           | 1.07    |

### Динамика численности
| - 1864 год — 114 чел. - 1889 год — 169 чел. - 1892 год — 131 чел. - 1900 год — 44 чел. - 1905 год — 126 чел. - 1911 год — 150 чел. - 1915 год — 157/102 чел. - 1918 год — 278 чел. | - 1926 год — 264 чел. - 1931 год — 281 чел. - 1939 год — 234 чел. - 1989 год — 472 чел. - 2001 год — 744 чел. - 2009 год — 685 чел. - 2014 год — 584 чел. |

## Современное состояние
На 2017 год в Ближнегородском числится 6 улиц; на 2009 год, по данным сельсовета, село занимало площадь 129,9 гектара на которой, в 251 дворе, проживало 685 человек. В селе действуют библиотека, сельский клуб. Ближнегородское связано автобусным сообщением с райцентром, городами Крыма и соседними населёнными пунктами.

## География
Ближнегородское — село в центре района, в степном Крыму, на правом берегу ручья Степной, правого притока Мирновки, высота центра села над уровнем моря — 17 м. Соседние сёла: Рощино в 2,2 километрах на юг и Озёрное в 0,5 километрах на север. Расстояние до райцентра — около 9 километров (по шоссе), ближайшая железнодорожная станция — Отрадная — примерно 6 километров. Транспортное сообщение осуществляется по региональной автодороге 35А-002 граница с Украиной — Симферополь — Алушта — Ялта (по украинской классификации — М-18 Харьков — Симферополь — Алушта — Ялта).

## История
Согласно энциклопедическому словарю «Немцы России», немецкое лютеранское село Карлсруэ (называлось в различных источниках также Джанкой Немецкий, Немецкий Джанкой, Дейч-Джанкой, Узун-Сакал, Нов-Джанкой), было основано выходцами из пришибских колоний в 1885 году, хотя ещё в «Списке населённых мест Таврической губернии по сведениям 1864 года», составленном по результатам VIII ревизии 1864 года, примерно в том же месте, записан какой-то Джанкой — община немецких колонистов с 20 дворами и 114 жителями. Колония владела 1750 десятинами земли и располагалась, судя по доступным историческим документам, в Байгончекской волости Перекопского уезда — в его составе она записана, как Нейкарлсруэ в «Памятной книге Таврической губернии 1889 года», по результатам Х ревизии 1887 года, согласно которой в 28 дворах проживало 169 человек.
После земской реформы 1890 года Немецкий Джанкой отнесли к Тотанайской волости. Согласно «…Памятной книжке Таврической губернии на 1892 год», в деревне, составлявшей Немецко-Джанкойское сельское общество, был 131 житель в 30 домохозяйствах. По «…Памятной книжке Таврической губернии на 1900 год» в Немецком Джанкое числилось 44 жителя в 6 дворах, в 1905—126 и в 1911—150. По Статистическому справочнику Таврической губернии. Ч.II-я. Статистический очерк, выпуск пятый Перекопский уезд, 1915 год, в деревне Немецкий Джанкой (он же Карлсруэ) Тотанайской волости Перекопского уезда числилось 24 двора (17 дворов с землёй, 7 — безземельные) с немецким населением в количестве 157 человек приписных жителей и 102 «посторонних», из которых 129 мужчин и 130 женщин. Жители владели 1750 десятинами удобной земли. В хозяйствах имелось 178 лошадей, 83 вола, 100 коров и 99 голов мелкого скота (в 1918 году—278 человек).
После установления в Крыму Советской власти, по постановлению Крымревкома от 8 января 1921 года № 206 «Об изменении административных границ» была упразднена волостная система и в составе Джанкойского уезда был создан Джанкойский район. В 1922 году уезды преобразовали в округа. 11 октября 1923 года, согласно постановлению ВЦИК, в административное деление Крымской АССР были внесены изменения, в результате которых округа были ликвидированы, основной административной единицей стал Джанкойский район и село включили в его состав. Согласно Списку населённых пунктов Крымской АССР по Всесоюзной переписи 17 декабря 1926 года, в селе Джанкой (немецкий), он же Карлсруэ), центре Немецко-Джанкойского сельсовета (в коем состоянии пребывал до 1968 года) Джанкойского района, числилось 50 дворов, из них 47 крестьянских, население составляло 264 человека. В национальном отношении учтено: 246 немцев, 8 русских, 4 украинца, 5 записаны в графе «прочие», действовала немецкая школа. Постановлением ВЦИК РСФСР от 30 октября 1930 года был вновь создан Биюк-Онларский район (указом Президиума Верховного Совета РСФСР № 621/6 от 14 декабря 1944 года переименованный в Октябрьский), теперь как немецкий национальный, в который включили село. Постановлением Президиума КрымЦИКа «Об образовании новой административной территориальной сети Крымской АССР» от 26 января 1935 года был создан немецкий национальный (лишённый статуса национального постановлением Оргбюро ЦК КПСС от 20 февраля 1939 года) Тельманский район (с 14 декабря 1944 года — Красногвардейский) и Немецкий Джанкой, вместе с сельсоветом (к тому времени он назывался просто Джанкойский), с населением 278 человек, включили в его состав. По данным всесоюзная перепись населения 1939 года в селе проживало 234 человека (согласно энциклопедическому словарю «Немцы России» население составляло 278 человек).
Вскоре после начала Великой Отечественной войны, 18 августа 1941 года крымские немцы были выселены, сначала в Ставропольский край, а затем в Сибирь и северный Казахстан. После освобождения Крыма от нацистов в апреле, 12 августа 1944 года было принято постановление № ГОКО-6372с «О переселении колхозников в районы Крыма» по которому в район из областей Украины и России переселялись семьи колхозников, а в начале 1950-х годов последовала вторая волна переселенцев из различных областей Украины. Указом Президиума Верховного Совета РСФСР от 21 августа 1945 года Нов-Джанкой был переименован в Ближнегородское и Джанкойский сельсовет — в Ближнегородский (просуществовавший до 1958 года). С 25 июня 1946 года Ближнегородское в составе Крымской области РСФСР, а 26 апреля 1954 года Крымская область была передана из состава РСФСР в состав УССР. 1 января 1965 года, указом Президиума ВС УССР «О внесении изменений в административное районирование УССР — по Крымской области», Ближнегородское вновь включили в состав Джанкойского района, в 1968 году образован Рощинский совет и село переподчинили ему. По данным переписи 1989 года в селе проживало 472 человека. С 12 февраля 1991 года село в восстановленной Крымской АССР, 26 февраля 1992 года переименованной в Автономную Республику Крым.